# Dekanat Biała Rawska
Dekanat Biała Rawska – jeden z 21 dekanatów diecezji łowickiej.
W skład dekanatu wchodzą następujące parafie:
- Parafia św. Antoniego Padewskiego w Babsku
- Parafia św. Wojciecha w Białej Rawskiej
- Parafia Matki Bożej Częstochowskiej w Grzymkowicach
- Parafia Nawiedzenia Najświętszej Maryi Panny w Regnowie
- Parafia Świętych Dziesięciu Tysięcy Rycerzy Męczenników w Sadkowicach
- Parafia św. Maksymiliana Marii Kolbego w Szczukach
- Parafia św. Wawrzyńca w Wilkowie

 Dziekan 
- ks. kan. dr  Bogdan Zatorski – proboszcz w parafii św. Wojciecha w Białej Rawskiej

 Wicedziekan 
- ks. kan.  Marek Wojciechowski – proboszcz w parafii św. Wawrzyńca w Wilkowie

Ojciec duchowny
- ks. Paweł Pietrzak – proboszcz w parafiach Świętych Dziesięciu Tysięcy Rycerzy Męczenników w Sadkowicach i św. Maksymiliana Marii Kolbego                                                  w Szczukach